# Microtus anatolicus
Microtus anatolicus là một loài động vật có vú trong họ Cricetidae, bộ Gặm nhấm. Loài này được Kryštufek & Kefelio mô tả năm 2002.